# Каблаш, Александр Геннадиевич
Алекса́ндр Генна́диевич Каблаш (укр. Олександр Геннадійович Каблаш; 5 сентября 1989, Одесса, Украинская ССР, СССР) — украинский футболист, полузащитник.

## Биография
Является воспитанником СДЮШОР «Черноморец».
На профессиональной арене дебютировал в сезоне 2006/07 в составе одесского «Черноморца», а до этого выступал за любительские клубы Одессы — «Сигнал» и «Черноморец-2» в чемпионате города. В основе «моряков» сыграл 1 матч, преимущественно выступая за дублёров. В их составе он провёл 24 игры и забил 7 голов.
В сезоне 2007/08 перешёл в мариупольский «Мариуполь», который играл в Первой лиге, а главным тренером в мариупольской команде был Семён Альтман. В составе азовцев провёл 7 матчей и снова вернулся в молодёжный состав «Черноморца», за который сыграл 2 матча. В начале ноября 2008 года заключил контракт с «Днестром».
В футболке «днестровцев» дебютировал в матче 17-го тура с алчевской «Сталью», выйдя в конце поединка на замену.

## Достижения
- Чемпион Литвы (1): 2010
- Обладатель Суперкубка Таджикистана (1): 2016[3].